# 王小波 (小説家)
王 小波（おう しょうは、1952年4月13日 - 1997年4月11日）は中華人民共和国の小説家。代表作に『黄金時代』。妻は社会学者の李銀河。

## 経歴
1952年、北京に生まれる。父は論理学者で、母は教育部に勤めていた。1969年、雲南省隴川県に下放する。翌年に北京に戻るが、職に就けず、北京郊外の農場で働く。1977年、北京で非正規労働者をしていたときに処女作「緑毛水怪」を執筆、のちに妻となる李銀河の目にとまる。1978年に大学入試が再開すると中国人民大学商品学食品検験専攻に入学。在学中の1980年、李銀河と結婚。大学を卒業するころから、『黄金時代』の執筆を始めた。1984年、ピッツバーグ大学に留学、1988年帰国。1988年から北京大学で教壇に立つ。1991年、執筆に10年かけた作品『黄金時代』が台湾の「聯合報」に掲載され、翌年ほかの作品と合わせて香港で出版される。その年、大学の職を辞し、フリーの作家となる。1997年、北京の自宅で心臓発作により死去。生前は不遇だったが、死をきっかけに著書がベストセラーとなり、未発表の作品も次々と刊行された。

## 主要作品

### 長編小説
- 『青铜时代』
  - 『红拂夜奔』
  - 『万寿寺』
  - 『寻找无双』
- 『革命时期的爱情』

### 中編小説
- 『黄金时代』
- 『白银时代』
- 『2010』
- 『2015』
- 『未来世界』
- 『我的阴阳两界』

### 短編小説集
- 『绿毛水怪』
- 『夜行记』
- 『似水柔情』

### 雑文集
- 『我的精神家园』
- 『沉默的大多数』
- 『一只特立独行的猪』

### 書簡集
- 『爱你就像爱生』

### 未完作品集
- 『黑铁时代』

### 映画脚本
- 東宮西宮

## 日本語訳
『黄金時代』桜庭ゆみ子訳 2012年 勉誠出版(コレクション中国同時代小説) 
- 「黄金時代」「三十而立」「流れゆく時の中で」「白銀時代」を収録。